# Franz Raschid
Franz Raschid (Linz am Rhein, 18 de octubre de 1954 – Essen, 22 de octubre de 2010) fue un futbolista y entrenador de fútbol alemán. Raschid, que jugaba en la posición de centrocampista, vistió tan solo una camiseta, la del Bayer Uerdingen, marcando 51 goles en 364 partidos Posteriormente, se convirtió en entrenador, dirigiendo al Arminia Bielefeld entre 1990 y 1991.
Raschid murió el 22 de octubre de 2010 a los 56 años, de cáncer pancreático.